# Nicholls Town
Nicholls Town är en ort i Bahamas.   Den ligger i distriktet North Andros District, i den västra delen av landet, 60 km väster om huvudstaden Nassau. Antalet invånare är 270.
Terrängen runt Nicholls Town är mycket platt. Havet är nära Nicholls Town åt nordost. Trakten är glest befolkad. Närmaste större samhälle är San Andros, 9,9 km sydväst om Nicholls Town.